# Bestetti Edizioni d'Arte
Bestetti Edizioni d'Arte es una de las más influyentes editoriales italianas de artes. 

## Historia
Bestetti Edizioni d'Arte, es una de las editoriales líderes italiana histórica en la publicación de libros de artes visuales, arquitectura, arte, fotografía y diseño. Sus competidores son editoriales como Skira.
Emilio Bestetti, aún estudiante, fundó la editorial Bestetti e T., especializada en publicaciones de arte; imprimió las revistas Dedalo, dirigida por Ugo Ojetti, y Architettura e arti decoration, dirigida por M. Piacentini y G. Giovannoni; Con G. Treccani financió, estudió e implementó el plan editorial de la Enciclopedia italiana. La riqueza ilustrativa, que constituye una característica esencial, se debe principalmente a su proyecto.

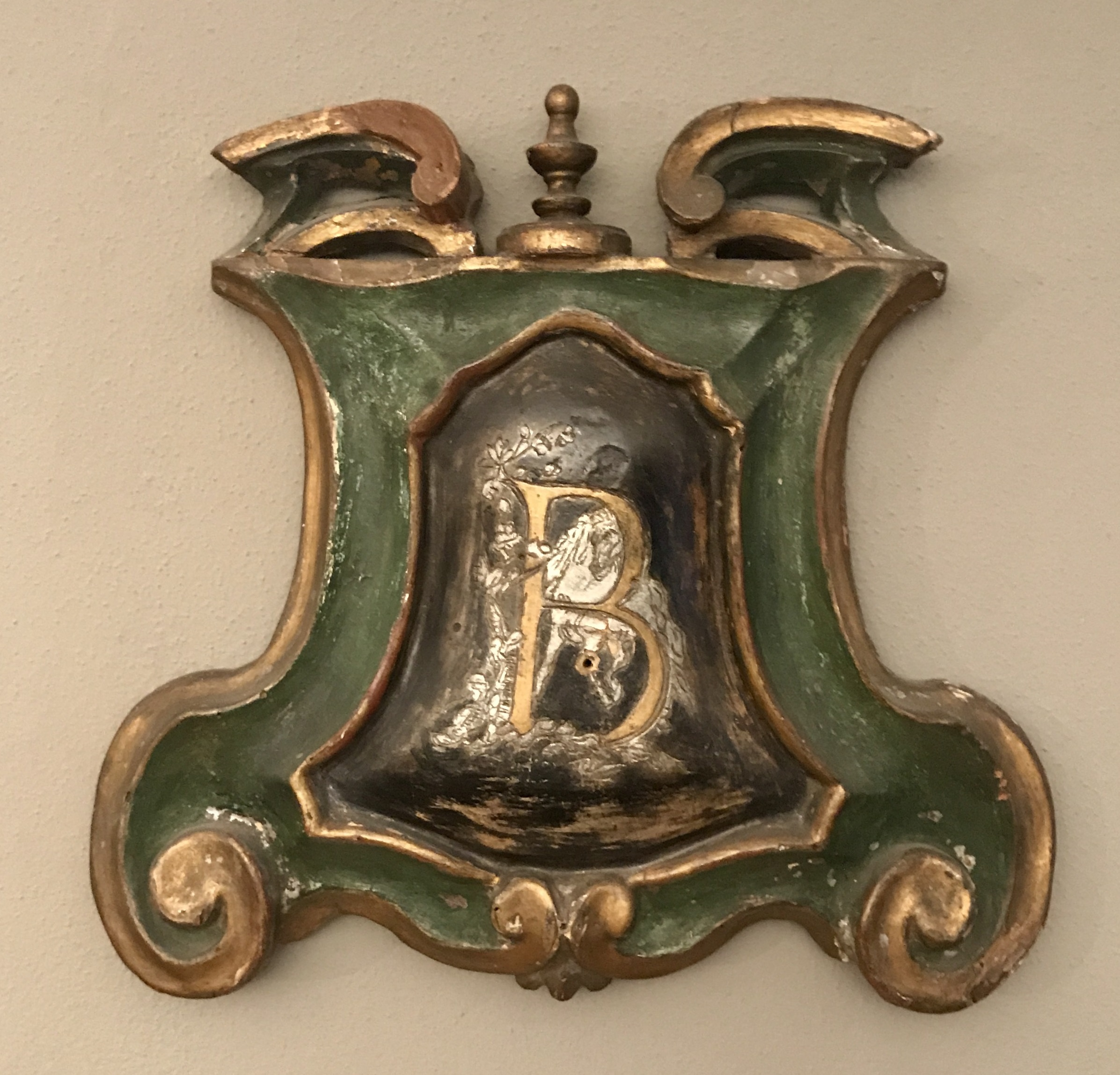
Logotipo Bestetti Edizioni d'Arte, diseñado por Giorgio De Chirico, Milán, 1914

Fue fundada en Milán en 1906 por el patrón Emilio Bestetti, con el objetivo fundamental de hacer libros de alta calidad. Sus primeros títulos no eran libros de arte de gran formato sino libros sobre literatura, arte e historia. Los primeros libros de arte en gran formato, con grandes láminas se publicaron, y tuvo como colaboradores a artistas Giorgio De Chirico, Renato Guttuso, Gregorio Sciltian, Carlo Carrà,  Mario Sironi, Massimo Campigli y escritores como Gabriele D'Annunzio.

## Arte publicaciones
- Bibbia di Borso d'Este, Adolfo Venturi, publicado junto con Giovanni Treccani; 2 volúmenes, Milán, 1937.
- I Cavalli, Carlo Bestetti edizioni d'arte, 1948, ilustrado por Giorgio De Chirico
- L'Apocalisse Evangelista, Carlo Bestetti edizioni d'arte, 1977, ilustrado por Giorgio De Chirico
- Hebdomeros, Carlo Bestetti edizioni d'arte, 1972, Roma, 24 dibujos ilustrado por Giorgio De Chirico
- Giorgio de Chirico, Litografie, uniche a tiratura limitata: Cavalieri Antichi, Antichi Cavalli, Cavalli sulla sponda dell'egeo, Solitudine dell'uomo politico, Sei litografie, L'enigma del ritorno, La Partenza di Giasone, I guerrieri di ritorno da troia, Cavallo fuggente, Cavalli e rovine, Cavalieri antichi, Cavallo e castello, Cavallo a Villa Falconieri, Antichi cavalieri e Villa
- Manoscritto sulle meraviglie della natura, Carlo Bestetti edizioni d'arte, 1963-66, ilustrado por Bruno Casuro

## Publicaciones bancarios y financieros
- "Amedeo Natoli assicurazioni e riassicurazioni", Grande ufficiale Amedeo Natoli, París, 1934

## Rivisas
- Dedalo, dirigida por Ugo Ojetti
- Architettura e Arti Decorative, dirigida por Marcello Piacentini y Gustavo Giovannoni
- Capitolium dirigida por Filippo Cremonesi